# Ноттингем
Но́ттингем (англ. Nottingham; английское произношение: о файле/ˈnɒtɪŋəm/) — город и унитарная единица в Великобритании, столица церемониального графства Ноттингемшир (Англия). Расположен на реке Трент. Население — 273 863 (27-е место в Великобритании; оценка 2003 г.).

## История
Ноттингем был основан саксонскими поселенцами около VII века, затем его завоевали датчане. В 867 году был захвачен датскими викингами и позже стал одним из Пяти Боро, или укреплённых городов, Данелага.
Во времена правления англосаксов эта область была частью Королевства Мерсия и была известна на бритонском языке как Tigguo Cobauc, что означало Пещерное место (известное также как «Пещерный город»). Оно поэтически известно как Y Ty Ogofog на валлийском и как Na Tithe Uaim «Жилище Пещерного жителя» на ирландском. Когда город попал под власть саксонского предводителя по имени Снот, он известен под именем «Сноттингахам»; поселение людей Снота (inga = принадлежность (людей) к кому-либо; ham = поселение). Некоторые авторы производят Nottingham от Snottenga, пещеры, и ham, однако «это не имеет ничего общего с английской формой». Звук «с» в начале слова впоследствии был утрачен.
Ноттингемский замок был построен Вильгельмом Завоевателем в XI веке на обнажении песчаника на реке Лин. Англосаксонское поселение развилось в английское боро Ноттингема и вмещало Городской дворец и Зал суда.
Поселение развилось и вокруг замка на противоположном холме и было французским поселением, поддерживающим норманнов в замке. На самом деле пространство между ними было застроено по мере того, как рос город, и несколько столетий спустя Старая Рыночная площадь стала центром Ноттингема. После возвращения Ричарда Львиное Сердце из Третьего крестового похода замок был занят сторонниками Принца Джона, в том числе Шерифа Ноттингемского. Он был осаждён Ричардом и, после непродолжительного конфликта, захвачен. В легендах о Робине Гуде Ноттингемский замок становится сценой финального противостояния между Шерифом и героем-изгоем. В городе установлен памятник знаменитому разбойнику.
7 июля 1558 года по городу прошёл мощный смерч. 6 человек погибло, данный смерч стал самым смертоносным за всю историю Великобритании.

## География и климат
Унитарная единица Ноттингем занимает территорию 74 км² и граничит по всем сторонам света с неметропольным графством Ноттингемшир.
| Показатель                    | Янв.  | Фев.  | Март  | Апр. | Май  | Июнь | Июль | Авг. | Сен. | Окт. | Нояб. | Дек. | Год   |
| ----------------------------- | ----- | ----- | ----- | ---- | ---- | ---- | ---- | ---- | ---- | ---- | ----- | ---- | ----- |
| Абсолютный максимум, °C       | 14,5  | 17,3  | 22,8  | 25,9 | 27,6 | 31,2 | 36,1 | 34,6 | 29,6 | 28,4 | 17,9  | 15,0 | 34,6  |
| Средний суточный максимум, °C | 6,6   | 7,0   | 9,7   | 12,5 | 16,1 | 18,9 | 21,3 | 21,0 | 17,9 | 13,7 | 9,4   | 6,7  | 13,4  |
| Средняя температура, °C       | 4,0   | 4,1   | 6,3   | 8,4  | 11,6 | 14,5 | 16,7 | 16,5 | 14,0 | 10,4 | 6,7   | 4,2  | 9,8   |
| Средний суточный минимум, °C  | 1,3   | 1,1   | 2,8   | 4,3  | 7,1  | 10,0 | 12,1 | 12,0 | 10,0 | 7,1  | 3,9   | 1,6  | 1,1   |
| Абсолютный минимум, °C        | −13,3 | −11,1 | −10,6 | −4,6 | −2,1 | 1,0  | 4,4  | 4,5  | 0,9  | −3,1 | −9,2  | −12  | −13,3 |
| Норма осадков, мм             | 61,2  | 47,2  | 49,5  | 53,8 | 51,8 | 62,5 | 57,6 | 62,0 | 58,6 | 71,2 | 65,7  | 68,6 | 709,4 |

## Население
На территории унитарной единицы Ноттингем по данным 2001 года живёт 266 988 человек, при средней плотности населения 3578 чел./км². Городская агломерация Ноттингема состоит из десяти населённых пунктов с общей численностью населения 666 358 человек. Это крупнейшая городская агломерация региона Ист-Мидлендс.

## Политика
Ноттингем управляется советом унитарной единицы, состоящим из 55 депутатов, избранных в 20 округах. В результате последних выборов 42 места в совете занимают лейбористы.

## Экономика
В городе есть предприятия химической, текстильной, электронной и банковской отраслей. В последнее время всё больший вес в экономике приобретают различные направления сферы услуг и туризм.

## Транспорт
Автомагистраль «A1» (Лидс — Ноттингем — Лондон) проходит через город в направлении с севера на юг. Дорога «A52» (Ньюкасл-андер-Лайм, Стаффордшир — Ноттингем — Грэнтем — Маблторп, Линкольншир) пересекает город с запада на восток. Дорога «A606» (Ноттингем — Окем — Стамфорд) ведёт в юго-восточном направлении.
В городе имеется система скоростного трамвая, охватывающая многие районы города.

## Образование
В городе расположены Ноттингемский университет, имеющий филиалы в Малайзии и Китае и Ноттингем Трэнт.

## Спорт
В городе имеются два профессиональных футбольных клуба: «Ноттингем Форест» (название ассоциируется с лесом из легенд о Робине Гуде) и «Ноттс Каунти», причём стадионы их расположены совсем рядом, через реку. «Ноттингем Форест» является одним из самых титулованных клубов Англии: он дважды выиграл Кубок европейских чемпионов (в 1979 и 1980 годах) и становился чемпионом Англии 1978 года. В настоящее время «Ноттингем Форест» выступает в Английской Премьер-лиге и принимает соперников на стадионе «Сити Граунд» вместимостью 30 000 зрителей.
«Ноттс Каунти» является обладателем Кубка Англии 1894 года. Домашний стадион клуба — «Медоу Лейн» (вместимость — более 19 000 зрителей).
В Ноттингеме базируется одноимённый регбийный клуб, выступающий во второй по силе лиге страны. Кроме того, в Ноттингеме расположен один из самых известных крикетных стадионов Англии — «Трент-Бридж». Крикетная команда Ноттингемшира была чемпионом среди английских графств в 2005 году.
В городе Ноттингеме прошёл один из самых представительных по составу шахматных турниров первой половины XX века — Ноттингемский шахматный турнир (1936).

## Достопримечательности
- Уоллатон-холл — один из ключевых памятников английского ренессанса.
- Церковь Всех Святых.
- Памятник Робину Гуду.

## Города-побратимы
- Гент, Бельгия (1985)[9][10]
- Карлсруэ, Германия (22 июля 1969)[11][12]
- Любляна, Словения (1963)[9]
- Минск, Беларусь (1966)[9]
- Нинбо, Китай (2004)[9]
- Тимишоара, Румыния (29 октября 2009)[9][13]
- Хараре, Зимбабве (1981)[9]

## Галерея
- Ноттингемский собор